# Ossenx
Ossenx é uma comuna francesa na região administrativa da Nova Aquitânia, no departamento dos Pirenéus Atlânticos. Estende-se por uma área de 4 km². Em 2010 a comuna tinha 52 habitantes (densidade: 13 hab./km²).